# شرنفلد
شرنفلد (به آلمانی: Schernfeld) یک شهر در آلمان است که در آیشتت واقع شده‌است.

## خصوصیات
شرنفلد ۵۲٫۲۲ کیلومترمربع مساحت دارد ۵۴۸ متر بالاتر از سطح دریا واقع شده‌است.